# 夸斯-圣让皮耶戈捷
夸斯-圣让皮耶戈捷（法語：Coise-Saint-Jean-Pied-Gauthier，法語發音：[kwaz sɛ̃ ʒɑ̃ pje ɡotje]）是法国萨瓦省的一个市镇，属于尚贝里区。该市镇于1795-1800年间由夸斯-吕博（Coise Rubaud）和圣让皮耶戈捷（Saint-Jean-Pied-Gauthier）合并而成。

## 地理
夸斯-圣让皮耶戈捷（45°31'32"N, 6°8'33"E）面积10.38 平方千米，位于法国奥弗涅-罗讷-阿尔卑斯大区萨瓦省，该省份为法国东部省份，历史上为薩伏依的一部分，北起上萨瓦省，西接伊泽尔省和安省，南部和东部与上阿尔卑斯省和意大利接壤。
与夸斯-圣让皮耶戈捷接壤的市镇（或旧市镇、城区）包括：沙托讷夫、欧特维尔、普拉奈斯、滨湖圣埃莱娜、圣皮埃尔德苏西。

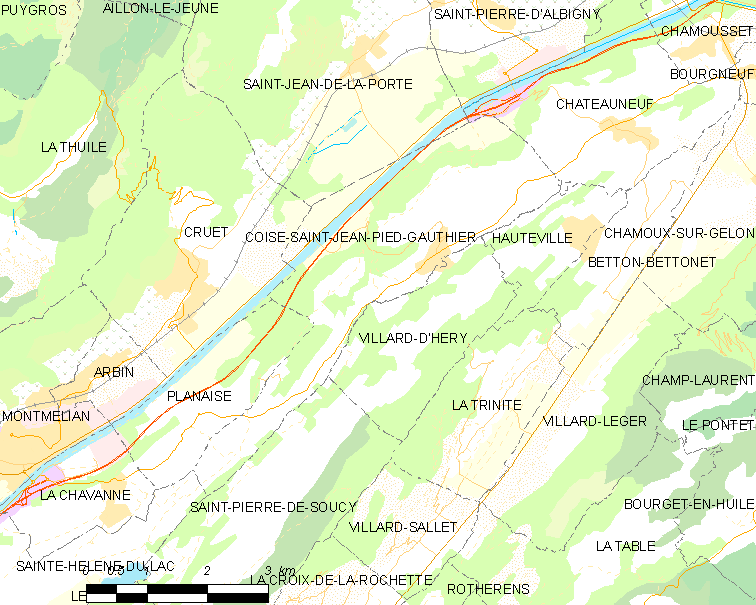
夸斯-圣让皮耶戈捷的OSM定位图

夸斯-圣让皮耶戈捷的时区为UTC+01:00、UTC+02:00（夏令时）。

## 行政
夸斯-圣让皮耶戈捷的邮政编码为73800，INSEE市镇编码为73089。

## 政治
夸斯-圣让皮耶戈捷所属的省级选区为圣皮埃尔达尔比尼县。

## 人口

1962-2008年间夸斯-圣让皮耶戈捷人口变化图示

夸斯-圣让皮耶戈捷于2022年1月1日时的人口数量为1306人。